# Oeștii Pământeni
Oeștii Pământeni – wieś w Rumunii, w okręgu Ardżesz, w gminie Corbeni. W 2011 roku liczyła 1448 mieszkańców.